# Signals Intelligence Agency
La Signals Intelligence Agency (ou SIA, en arabe : وكالة استخبارات الإشارات), anciennement nommée National Electronic Security Authority (ou NESA, en arabe : الهيئة الوطنية للأمن الإلكتروني), est une agence de renseignement des Émirats arabes unis, spécialisée dans le renseignement d'origine électromagnétique et notamment informatique.

## Historique
L’agence est créée par un décret en 2012, les Émirats arabes unis sont alors le premier État arabe du Golfe à se doter d’une entité dédiée à la cybersécurité et à la cyberguerre. Elle est basée à Abou Dabi, et doit se doter de branches et de bureaux à l’intérieur du pays ainsi qu’à l’étranger. Lors de l’initiation du projet, les autorités émiraties ont engagé des spécialistes étrangers, notamment américains, pour former et conseiller les responsables ; sans pour autant officiellement que ces consultants étrangers n’aient de rôles opérationnels offensifs. En 2016, The Intercept publie une enquête sur les efforts déployés par les Émirats arabes unis pour recruter − via l’entreprise DarkMatter, agissant comme prestataire du régime dans les domaines de la sécurité informatique − des spécialistes étrangers. Trois ans plus tard, en 2019, Reuters fait paraître à son tour un article sur le rôle de plusieurs professionnels américains du renseignement (dont des anciens de la NSA) dans la structuration et les opérations de la NESA.

## Activités
D’après les informations publiées par Reuters en 2019, les cibles privilégiées par l’agence de renseignement sont de plusieurs natures : puissances étrangères et groupes terroristes, ainsi que plus largement les individus susceptibles de mettre en danger la sécurité nationale, dont des dissidents ou des défenseurs des droits de l’homme.
En plus de ses activités de renseignement, la NESA émet également des recommandations quant aux bonnes pratiques de sécurité informatique à destination des entreprises émiraties, et organise des compétitions et des ateliers à destination des écoliers afin de les initier, voire de susciter des vocations,.